# Roasso Kumamoto
Roasso Kumamoto (ロアッソ熊本 Roasso Kumamoto?) es un equipo de fútbol de Japón, situado en la ciudad de Kumamoto, capital de la Prefectura de Kumamoto. Fue fundado en 1969 y juega en la J2 League desde la temporada 2022.
Su nombre es una contracción entre las palabras italianas rosso (rojo) y asso (as).

## Historia

### NTT Kyushu (1969-2004)
La fundación del equipo de fútbol se produce en 1969, como el equipo de la empresa telefónica local de la NTT en la zona de Kyushu. Lograría su ascenso a la liga regional de Kyushu en 1983. A lo largo de su historia, el equipo ha cambiado varias veces de nombre a raíz de los distintos cambios en la empresa: en 1988 pasó a ser el NTT Kyushu SC, y en 2001 el NTT West Kumamoto FC.
En 2001 el club logra ascender a la Japan Football League (JFL). Ese mismo año se decide idear un plan para que el equipo consiga ser profesional, por lo que la institución se reorganiza pasando a estar más orientada a la comunidad. En 2002 pasa a llamarse Alouette Kumamoto en honor a la alondra, pájaro de la prefectura de Kumamoto. Pero el club termina en decimoséptima posición, por lo que desciende de nuevo a las ligas regionales.

### Roasso Kumamoto (2005-actualidad)
Kumamoto logra de nuevo el ascenso a la JFL en 2005, y cambia su nombre por el de Rosso Kumamoto (rojo en italiano). Tras cuajas buenas temporadas en las inferiores, el equipo consigue una plaza en la J. League con motivo de la ampliación de participantes en la J2, al terminar en segunda posición en el año 2007. Debutó en la temporada 2008 con el nombre de Roasso Kumamoto, terminando en duodécima posición de quince participantes.

## Uniforme
- Uniforme titular: Camiseta roja, pantalón rojo, medias rojas.
- Uniforme alternativo: Camiseta blanca, pantalón blanco, medias blancas.

## Estadio
Roasso Kumamoto disputa la mayor parte de sus partidos como local en el Estadio Umakana Yokana de Kumamoto, con capacidad para 32.000 espectadores. El campo es un recinto multiusos. Para otros partidos con menor afluencia se utiliza el Estadio Suijenzi, con 15.000 localidades.

## Jugadores

### Jugadores destacados
La siguiente lista recoge algunos de los futbolistas más destacados de la entidad.
| Japón - Dai Fujimoto - Mitsuhiro Seki (2005-2008) - Kenichi Kawano (2005-2008) - Daishiro Miyazaki (2006-2009) - Masaaki Nishimori (2007-2012) - Koji Inada (2008-2010) |

## Rivalidades
Derbi de Kyushu
El derbi de Kyushu considera a todos los enfrentamientos de los clubes de la región de Kyushu con excepción del derbi de Fukuoka, es decir que en el participan el Avispa Fukuoka, Giravanz Kitakyushu, Sagan Tosu, V-Varen Nagasaki, Roasso Kumamoto, Oita Trinita y Kagoshima United.
Derbi de Hisatsu
El rival tradicional del Roasso Kumamoto es el Kagoshima United, los vecinos prefectorales y los dos jugaban en la liga regional de Kyushu desde 1983 hasta 2005. Los partidos entre los dos clubes se denominan el derbi de Hisatsu (肥薩ダービー, "el derbi de Kumamoto-Kagoshima").

## Palmarés
- J3 League (1): 2021
- Liga Regional de Kyushu (7): 1991, 1994, 1996, 1997, 1999, 2000, 2005
- Copa Nacional Amateur Japonesa (2): 1998, 2005 (compartido)